# 中央山谷 (犹他州)
中央山谷（英文：Central Valley），是美国犹他州塞维尔县下属的一座城市。建市于 不明年份年，面积大约为1.36平方英里（3.5平方公里），海拔约为5,305英尺（1,617米）。根据2010年美国人口普查，该市有人口528人。